# Daniel Jara (wielrenner)
Daniel Jara Rodríguez (Turrialba, 28 juni 1997) is een Costa Ricaans wielrenner.

## Carrière
In 2015 werd Jara Costa Ricaans juniorenkampioen tijdrijden door het parcours dertig seconden sneller af te leggen dan Mario Rojas. Eerder dat jaar was hij al tiende en achtste geworden in respectievelijk de tijdrit en wegwedstrijd op het Pan-Amerikaanse kampioenschap bij de junioren. Een jaar later nam hij deel aan de nationale kampioenschappen, waarin hij in de tijdrit bij de eliterenners de vijfde tijd noteerde. Met dat resultaat was hij wel de beste belofte. In oktober nam hij deel aan de wegwedstrijd voor beloften op het wereldkampioenschap, die hij niet uitreed. Aan het eind van het jaar nam Jara deel aan twee UCI-koersen in eigen land: de Grote Prijs van San José, waarin hij zeventiende werd, en de Ronde van Costa Rica. In deze etappewedstrijd wist hij in de eerste etappe met een voorsprong van 27 seconden op Carlos Brenes en José Vega solo als eerste over de finish te komen. De leiderstrui die hij daaraan overhield raakte hij na de vijfde etappe kwijt aan Pablo Mudarra.
In mei 2017 nam Jara deel aan de Ronde van Bern en de Ronde van de Jura. Vier maanden later nam hij deel aan zowel de tijdrit als de wegwedstrijd voor beloften op het wereldkampioenschap.

## Overwinningen
2015
 Costa Ricaans kampioen tijdrijden, Junioren
2016
 Costa Ricaans kampioen tijdrijden, Beloften
1e etappe Ronde van Costa Rica